# Маттіас Штайнмец
Маттіас Штайнмец (нім. Matthias Steinmetz, нар. 8 березня 1966, Саарбрюкен) — німецький астроном і астрофізик. Директор Астрофізичного інституту Потсдама, професор Потсдамського університету. Спеціаліст у галузі космології, формування та еволюції галактик та обчислювальної астрофізики. Президент Німецького астрономічного товариства (2014—2017)

## Біографія
Штайнмец здобув ступінь бакалавра математики та фізики в Саарландському університеті (1988), ступінь магістра фізики у Мюнхенському технічному університеті (1991) і ступінь доктора філософії з фізики в Інституті астрофізики Макса Планка в Гархінзі (1993). За дисертацію «Про формування та еволюцію галактик» був нагороджений медаллю Отто Гана Товариства Макса Планка. Працював постдоком в Інституті астрофізики Макса Планка та на кафедрі астрономії Каліфорнійського університету в Берклі. У 1996 році отримав постійну позицію у Стюардській обсерваторії в Університеті Аризони в Тусоні. З 2002 року він працює директором Потсдамського астрофізичного інституту і професором Потсдамського університету. Він також займає посаду ад'юнкт-професора в Стюардській обсерваторії.

## Нагороди
- Медаль Отто Гана від Товариства Макса Планка (1993)
- Премія Слоунівського товариства (1998)
- Премія Пакардівського товариства (1998)[6]